# كيورز العليا (بربرود الغربي)
کیورز العلیا (بالفارسية: کیورز علیا) هي منطقة سكنية تقع في إيران في قسم بربرود الغربي الریفي. يقدر عدد سكانها بـ 134 نسمة .